# Djupedalssjön
Djupedalssjön är en sjö i Stenungsunds kommun i Bohuslän och ingår i Göta älv-Bäveåns kustområde. Sjön är 17 meter djup, har en yta på 0,033 kvadratkilometer och är belägen 112 meter över havet.